# 洗衣剂

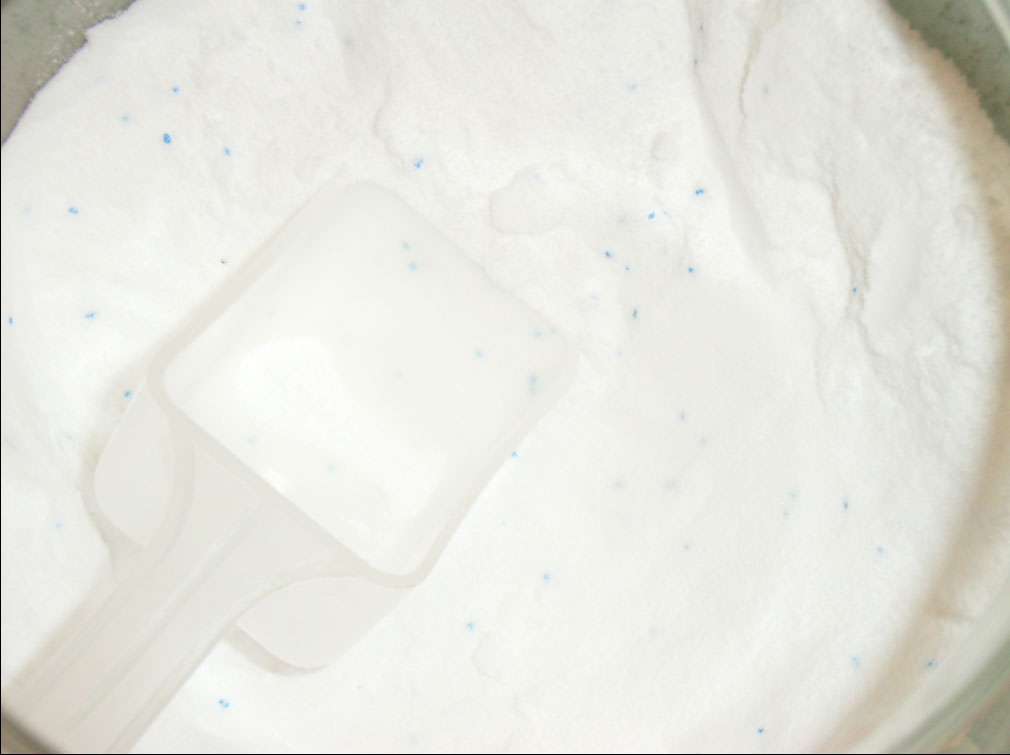
洗衣粉

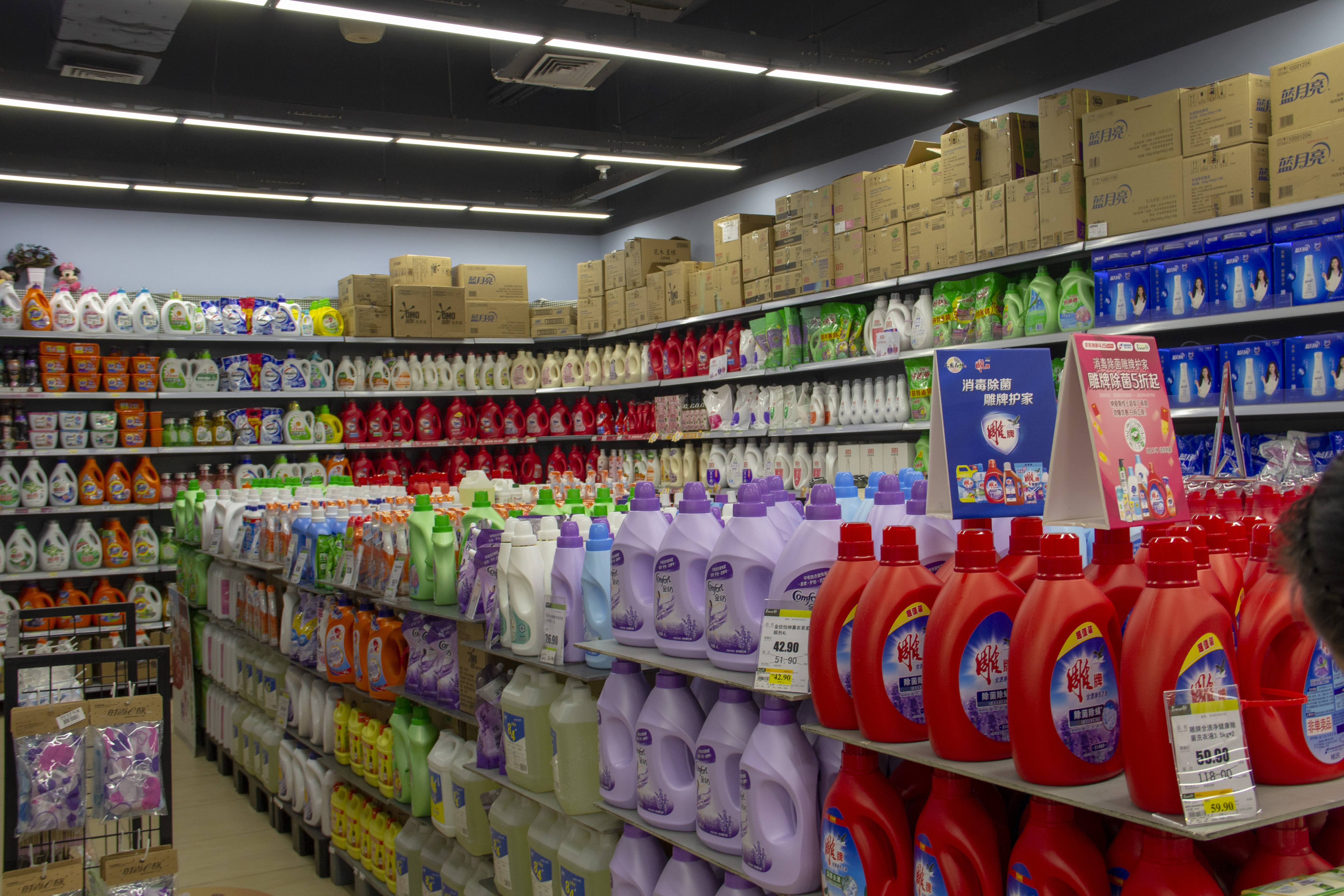
超市裡陳列的洗衣液

洗衣剂是洗衣服時，添加溶解在水中來清洗，使衣服更容易洗淨的洗涤剂，包括洗衣粉、洗衣液或洗衣精、洗衣膠囊。
洗衣剂的成分一般主要包括表面活性剂、软水剂、碱剂、漂白剂等，其中一些化合物會造成水污染。
碱性或含有蛋白酶的洗衣剂不適用於羽绒、羊毛、絲織品。
洗衣粉中含有磷助劑，摩擦助劑，鹼性助劑等等，它使得洗衣粉的去污能力要強於洗衣精。

## 歷史
在洗衣粉發明前的幾個世紀，肥皂是最普遍的洗滌用品。直至20世紀初，表面活性劑的效用才被發現。1907年，德国汉高以硼酸盐和硅酸盐为主要原料，首次发明了洗衣粉。1940年代，開始從石油提煉的「四聚丙烯苯基磺酸鹽」(tetrapropylene benzene sulphonate)以製造洗滌劑，為了方便攜帶及存儲，更把洗滌劑造成粉狀。
1980年代，含酶、增白劑及新型表面活性劑的「濃縮洗衣粉」面世。加酶洗衣粉能更有效清除某些特定污垢，例如果汁、墨水、醬油漬等。至於「超濃縮洗衣粉」則於20世紀90年代出現，其特點是更省水、節約包裝和環保。